# Norberto Peluffo
Norberto José Peluffo Ortíz (né le 26 juin 1958 à Santander en Colombie) est un footballeur international colombien, qui évoluait au poste de milieu de terrain, avant de devenir entraîneur.

## Biographie

### Carrière en sélection
Avec l'équipe de Colombie, il dispute 5 matchs (pour aucun but inscrit) entre 1981 et 1983. Il figure notamment dans le groupe des sélectionnés lors de la Copa América de 1983.
Il participe également aux JO de 1980. Lors du tournoi olympique il joue trois matchs : contre la Tchécoslovaquie, le Koweït et le Nigeria.